# Jean Victor Poncelet
Jean-Victor Poncelet (Metz, 1º luglio 1788 – Parigi, 22 dicembre 1867) è stato un matematico e ingegnere francese che ha dato molti contributi allo sviluppo della geometria proiettiva.

## Biografia
Nato in una famiglia povera a Metz, Poncelet vince una borsa di studio al liceo e quindi alla École Polytechnique dove studia sotto la supervisione di Gaspard Monge. Nel 1810 entra al collegio di ingegneria militare. Partecipa come tenente alla campagna di Russia con Napoleone. Viene creduto morto e lasciato alla battaglia di Krasnoi, quindi imprigionato dai russi a Saratov e reimpatriato in Francia nel 1814.
Durante la prigionia, studia la geometria proiettiva e scrive alcune bozze del libro "Applications d'analyse et de géométrie" che sarebbe stato pubblicato in due volumi negli anni 1862–1864. Studia le sezioni coniche e sviluppa il principio di dualità.
Al suo reimpatrio, diventa professore di meccanica alla école d'application nel 1825. Nelle sue lezioni conia il termine fatica per descrivere lo stato di materiali sottoposti a sollecitazioni. Si interessa particolarmente alla progettazione di turbine e ruote idrauliche, e disegna una turbina Francis nel 1826 (il primo modello è però costruito nel 1838). Nel suo libro "Meccanica industriale" (1829) studia il lavoro e l'energia cinetica. Alcuni gli attribuiscono la definizione del lavoro come prodotto di forza e traslazione.
Poncelet lascia Metz nel 1835 e diventa professore di meccanica alla Sorbona nel 1838. Dal 1848, comanda la École Polytechnique con il grado di generale. Si ritira quindi nel 1850 per dedicarsi alla ricerca matematica.

### Riconoscimenti
Gli è stato dedicato un asteroide, 29647 Poncelet.
Inoltre, fu istituito a suo nome, un premio per la Fisica, che fra gli altri, fu attribuito a Rudolf Emanuel Clausius.

## Opere

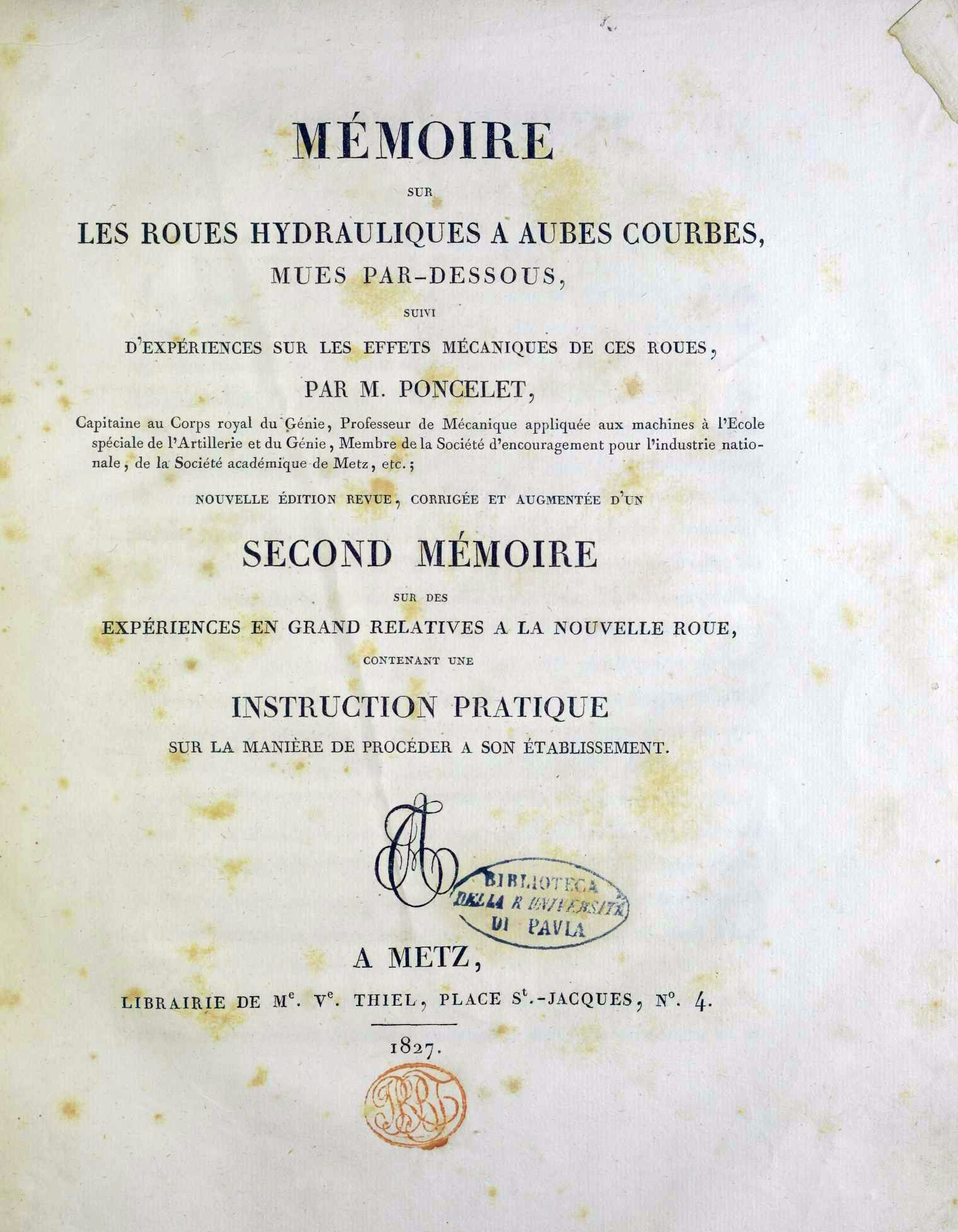
Mémoire sur les roues hydrauliques a aubes courbes, mues par-dessous, 1827

- (1822) Traité des propriétés projectives des figures
- (1827) Mémoire sur les roues hydrauliques à aubes courbes, mues par-dessous[collegamento interrotto]
- (1829) Introduction à la mécanique industrielle[collegamento interrotto]
- (1832) con Joseph Aimé Lesbros Expériences hydrauliques sur les lois de l'écoulement de l'eau à travers les orifices rectangulaires verticaux à grande dimension
- (FR) Traité de mécanique industrielle physique ou expérimentale, vol. 1, Brugge, Schiwel, 1844.
- (FR) Traité de mécanique industrielle physique ou expérimentale, vol. 2, Brugge, Schiwel, 1844.
- (FR) Traité de mécanique industrielle physique ou expérimentale, vol. 3, Brugge, Schiwel, 1844.
- (1862/64) Applications d'analyse et de géométrie[collegamento interrotto]
- (FR) Cours de mécanique appliquée aux machines, vol. 1, Paris, Gauthier-Villars, 1874.
- (FR) Cours de mécanique appliquée aux machines, vol. 2, Paris, Gauthier-Villars, 1876.